# ホスホリボシルホルミルグリシンアミジンシクロリガーゼ
ホスホリボシルホルミルグリシンアミジンシクロリガーゼ(phosphoribosylformylglycinamidine cyclo-ligase)またはアミノイミダゾールリボヌクレオチドシンテターゼ(aminoimidazole ribonucleotide synthetase, AIRS)はプリン塩基のde novo合成に関わる酵素で、以下の化学反応を触媒する。
ATP + 2-(ホルムアミド)-N1-(5-ホスホ-D-リボシル)アセタミジン {\displaystyle \rightleftharpoons } ADP + リン酸 + 5-アミノ-1-(5-ホスホ-D-リボシル)イミダゾール

## 構造
原核生物ではpurM遺伝子にコードされる単一機能の酵素である。真核生物でも緑色植物などでは単一機能の酵素であるが、真菌では3段階前の反応を触媒するGARシンテターゼと融合した2機能酵素になっている。また後生動物ではGARシンテターゼとその後段のGARホルミルトランスフェラーゼと融合した3機能酵素である。